# Câu lạc bộ bóng đá Hà Nội (1956)
Câu lạc bộ bóng đá Hà Nội (tiếng Anh: Hanoi Football Club) từng là một câu lạc bộ bóng đá chuyên nghiệp có trụ sở tại Hà Nội, Việt Nam.

## Lịch sử
Tiền thân của Câu lạc bộ bóng đá Hà Nội là Đội bóng đá Đường sắt và Đội bóng đá Công an Hà Nội. Đội bóng Đường sắt bị xóa phiên hiệu vào đầu năm 2000 và được Ngân hàng thương mại cổ phần Á Châu (ACB) tiếp quản. Đội chuyển sang mô hình chuyên nghiệp với tên gọi Câu lạc bộ bóng đá Ngân hàng Á Châu hay Câu lạc bộ bóng đá ACB, do Công ty Cổ phần Thể thao ACB quản lý.
Mặc dù là đội bóng từng có thành tích cao, nhưng sau nhiều năm sa sút, lực lượng được chuyển giao của Đường sắt Việt Nam khá yếu kém. Để lấy lại sức mạnh cũ, ngoài việc tổ chức lại, đội còn liên kết với câu lạc bộ Sông Lam Nghệ An để xây dựng lực lượng tuyến trẻ. Sau hai năm đầu tư, đội chính thức giành quyền thi đấu tại Giải bóng đá Vô địch Quốc gia và chuyển tổng hành dinh về Hà Nội; đội cũng nhận được sự tài trợ của LG Electronics và đổi tên thành Câu lạc bộ bóng đá LG-ACB kể từ đó. 
Tuy nhiên, tại mùa giải 2003, đội thi đấu không thành công và rơi trở lại giải hạng Nhất. Cũng trong mùa giải này, Tổng Công ty Hàng không Việt Nam – vừa tiếp quản đội bóng giàu truyền thống Công an Hà Nội vào năm 2002 – tuyên bố ngưng tài trợ cho Câu lạc bộ bóng đá Hàng không Việt Nam vì thiếu kinh phí, dù đội bóng này vẫn được thi đấu tại V-League 2004. Hầu hết các cầu thủ chính của đội Hàng không Việt Nam được Công ty Cổ phần Thể thao ACB tiếp nhận và chuyển sang làm nòng cốt cho đội bóng mới với tên gọi LG Hà Nội ACB để thi đấu ở giải chuyên nghiệp với suất của đội Hàng không Việt Nam. Số nhân sự còn lại được Liên đoàn bóng đá Hà Nội tập hợp lại để thành lập một đội bóng bán chuyên nghiệp và được Công ty Hòa Phát cùng Liên đoàn bóng đá Hà Nội tài trợ, thi đấu ở giải hạng Nhất với tên gọi Câu lạc bộ bóng đá Hòa Phát Hà Nội.
Giữa mùa bóng 2006, câu lạc bộ được đổi tên thành ACB Hà Nội sau khi LG rút tài trợ. Năm 2007, theo sáng kiến của Chủ tịch câu lạc bộ Nguyễn Đức Kiên ("bầu Kiên"), đội lại được đổi tên thành Câu lạc bộ bóng đá Hà Nội ACB để phù hợp hơn với một đội bóng Hà Nội. Đến mùa giải 2008, cả hai đại diện Thủ đô tại V-League là Hà Nội ACB và Hòa Phát Hà Nội đều phải chuyển xuống thi đấu ở giải hạng Nhất, nhưng Hà Nội ACB đã kịp giành chức vô địch Cúp Quốc gia 2008 sau khi đánh bại Becamex Bình Dương. Năm 2010, đội bóng quay trở lại thi đấu ở hạng đấu cao nhất sau khi đoạt chức vô địch giải hạng Nhất; nhưng chỉ sau một mùa giải, họ lại phải quay về giải hạng Nhất với vị trí cuối bảng. 
Cuối năm 2011, đơn vị quản lý của đội là Công ty cổ phần Thể thao ACB đã tiếp quản Câu lạc bộ bóng đá Hòa Phát Hà Nội sau khi chủ tịch của đội Hòa Phát Hà Nội tuyên bố giải thể đội bóng. Một lần nữa cơ cấu nhân sự có sự thay đổi lớn, khi phần lớn đội hình của Hòa Phát Hà Nội được giữ lại ở đội hình chính thức để chơi ở giải Vô địch Quốc gia với suất của Hòa Phát Hà Nội để lại, cùng với đó câu lạc bộ chuyển sang tên gọi mới là Câu lạc bộ bóng đá Hà Nội. Phần lớn đội hình Hà Nội ACB cũ được chuyển sang đội hình 2 với tên mới là Câu lạc bộ bóng đá Trẻ Hà Nội, thi đấu ở giải hạng Nhất.
Câu lạc bộ Hà Nội xếp thứ 9 trong bảng tổng sắp khi kết thúc mùa giải 2012, tuy nhiên, sau khi bầu Kiên bị bắt do có liên quan các sai phạm kinh tế, đội rơi vào tình trang khủng hoảng. Lãnh đạo câu lạc bộ đã quyết định rút tên Hà Nội và Trẻ Hà Nội khỏi danh sách tham dự của các giải đấu mùa bóng 2013, đồng nghĩa với việc câu lạc bộ Hà Nội chính thức không còn tham gia đời sống bóng đá.

### Tên gọi và những sự biến động về tổ chức
- Câu lạc bộ bóng đá ACB (2000–2001)
- Câu lạc bộ bóng đá LG.ACB (2002–2003)
- Câu lạc bộ bóng đá LG, Hà Nội. ACB (2003–2006)
- Câu lạc bộ bóng đá ACB Hà Nội (2006)
- Câu lạc bộ bóng đá Hà Nội ACB (2007–2011)
- Câu lạc bộ bóng đá Hà Nội (2012)

|                                   |                                |  |  |  |  |                                 |                                 |  |  |  |  |  |  |
| Tổng cục Đường sắt (1956–1989)    | Tổng cục Đường sắt (1956–1989) |  |  |  |  | Công an Hà Nội (1956–2002)      | Công an Hà Nội (1956–2002)      |  |  |  |  |  |  |
|                                   |                                |  |  |  |  |                                 |                                 |  |  |  |  |  |  |
| Đường sắt Việt Nam (1989–2000)    |                                |  |  |  |  |                                 |                                 |  |  |  |  |  |  |
|                                   |                                |  |  |  |  |                                 |                                 |  |  |  |  |  |  |
| ACB / LG.ACB (2000–2003)          | ACB / LG.ACB (2000–2003)       |  |  |  |  | Hàng không Việt Nam (2002–2003) | Hàng không Việt Nam (2002–2003) |  |  |  |  |  |  |
|                                   |                                |  |  |  |  |                                 |                                 |  |  |  |  |  |  |
|                                   |                                |  |  |  |  |                                 |                                 |  |  |  |  |  |  |
|                                   |                                |  |  |  |  |                                 |                                 |  |  |  |  |  |  |
| LG, Hà Nội. ACB (2003–2006)       | LG, Hà Nội. ACB (2003–2006)    |  |  |  |  | Hòa Phát Hà Nội (2003–2011)     | Hòa Phát Hà Nội (2003–2011)     |  |  |  |  |  |  |
|                                   |                                |  |  |  |  |                                 |                                 |  |  |  |  |  |  |
| ACB Hà Nội Hà Nội ACB (2006–2011) |                                |  |  |  |  |                                 |                                 |  |  |  |  |  |  |
|                                   |                                |  |  |  |  |                                 |                                 |  |  |  |  |  |  |
|                                   |                                |  |  |  |  |                                 |                                 |  |  |  |  |  |  |
|                                   |                                |  |  |  |  |                                 |                                 |  |  |  |  |  |  |
| Hà Nội (2012)                     |                                |  |  |  |  |                                 |                                 |  |  |  |  |  |  |

## Thành tích
| Chú giải màu sắc | Chú giải màu sắc |
| ---------------- | ---------------- |
| Vô địch          |                  |
| Á quân           |                  |
| Hạng ba          |                  |
| Hạng tư          |                  |
| Thăng hạng       |                  |
| Tranh trụ hạng   | Thắng play-off   |
| Tranh trụ hạng   | Thua play-off    |
| Xuống hạng       |                  |

| 2000–01 |  |  | Thứ 9   | 22 | 5  | 9 | 8  | 19 | 24 | 24 |
| 2001–02 |  |  | Thứ 4   | 22 | 9  | 6 | 7  | 36 | 33 | 33 |
| 2003    |  |  | Thứ 12  | 22 | 2  | 5 | 15 | 22 | 49 | 11 |
| 2004    |  |  | Thứ 5   | 22 | 11 | 3 | 8  | 30 | 26 | 36 |
| 2005    |  |  | Thứ 11  | 22 | 5  | 9 | 8  | 18 | 27 | 24 |
| 2006    |  |  | Thứ 8   | 24 | 9  | 9 | 6  | 28 | 31 | 33 |
| 2007    |  |  | Thứ 11  | 26 | 8  | 7 | 11 | 30 | 36 | 31 |
| 2008    |  |  | Thứ 13  | 26 | 4  | 7 | 15 | 26 | 48 | 19 |
| 2009    |  |  | Thứ 8   | 24 | 7  | 8 | 9  | 29 | 35 | 29 |
| 2010    |  |  | Vô địch | 24 | 13 | 6 | 5  | 50 | 33 | 45 |
| 2011    |  |  | Thứ 14  | 26 | 8  | 2 | 16 | 36 | 58 | 26 |
| 2012    |  |  | Thứ 9   | 26 | 9  | 5 | 12 | 46 | 47 | 32 |

Giải bóng đá Vô địch Quốc gia
- Vô địch (2): 1980 (kế thừa từ Tổng cục Đường sắt), 1984 (kế thừa từ Công an Hà Nội)

Cúp Quốc gia
- Vô địch (1): 2008

Giải bóng đá hạng Nhất Quốc gia
- Vô địch (1): 2010

## Thành viên nổi bật

### Quả bóng vàng Việt Nam
Cầu thủ đoạt giải Quả bóng vàng Việt Nam khi đang chơi cho Hà Nội ACB:
- Phạm Thành Lương – 2009, 2011

### Cầu thủ trẻ xuất sắc nhất
Cầu thủ đoạt giải Cầu thủ trẻ xuất sắc nhất khi đang chơi cho Hà Nội ACB:
- Phạm Thành Lương – 2008

## Biểu trưng

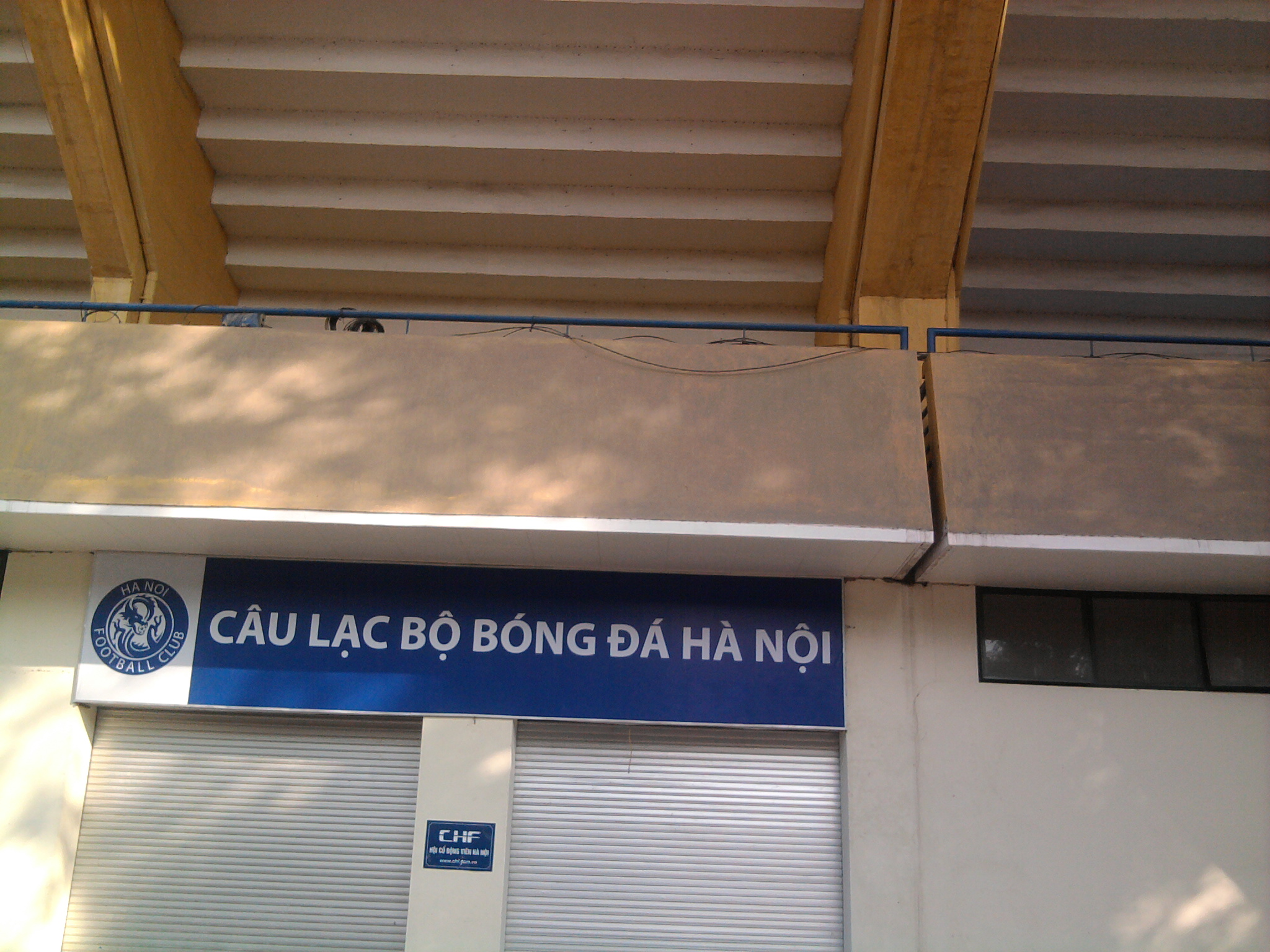
Một tấm biển hiệu của câu lạc bộ trước cửa sân Hàng Đẫy.

2003–2006 (LG, Hà Nội. ACB)
2007–2011 (Hà Nội. ACB)
2011–2012 (Hà Nội)